# Predov krst
Predov krst (en serbe cyrillique : Предов крст) est un village de Serbie situé dans la municipalité de Bajina Bašta, district de Zlatibor.

## Géographie
Predov krst est situé à l'ouest des monts Tara, à proximité de la frontière entre la Bosnie-Herzégovine et la Serbie et près du lac de Perućac.

## Tourisme
Predov krst offre des possibilités d'hébergement pour les visiteurs des monts Tara. Il sert de point de départ pour de nombreuses excursions.